# Hillia parasitica
Espèce
Hillia parasitica est une espèce de plantes de la famille des Rubiacées, originaire d'Amérique tropicale et des Antilles.

## Synonymes
- Buena acuminata (Ruiz & Pav.) DC.
- Cosmibuena acuminata Ruiz & Pav.
- Fereiria vellozoana Schult. & Schult. f.
- Hillia boliviana Britton
- Hillia brasiliensis Cham. & Schltdl.
- Hillia killipii Standl.
- Hillia maguirei Steyerm.
- Hillia microcarpa Steyerm.
- Hillia odorata Krause
- Hillia weberbaueri Standl.
- Posoqueria montana Mart.
- Saldanha nobilis Vell.

## Description
Hillia parasitica possède de remarquables fleurs blanches à six pétales.

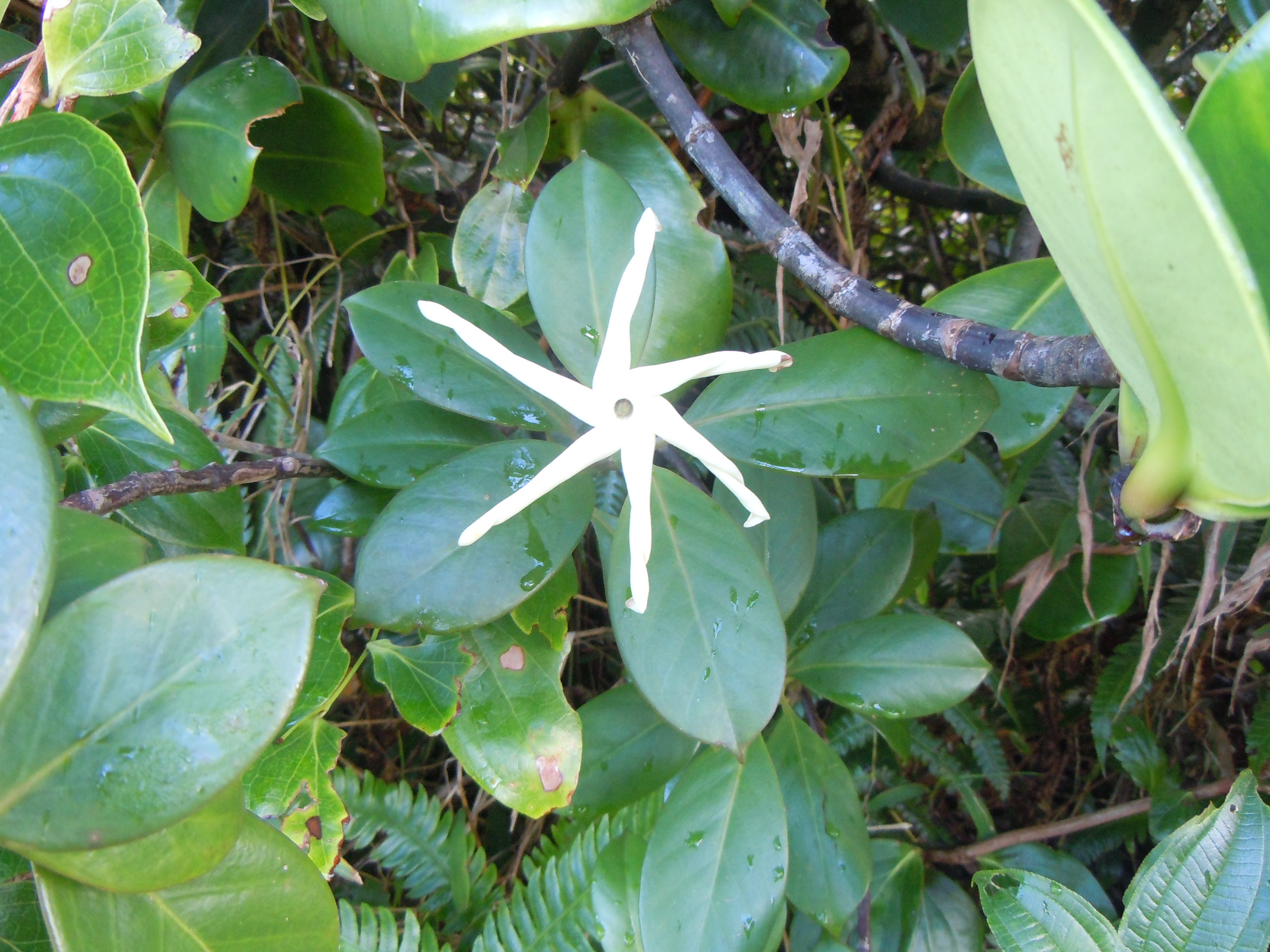
Hillia parasitica

## Liste des sous-espèces
Selon Tropicos (2 août 2013) (Attention liste brute contenant possiblement des synonymes) :
- sous-espèce Hillia parasitica subsp. nobilis (Vell.) Steyerm.
- sous-espèce Hillia parasitica subsp. parasitica